# Liorhinella
Liorhinella är ett släkte av insekter. Liorhinella ingår i familjen spottstritar.
Kladogram enligt Catalogue of Life:
| Liorhinella | \| \| Liorhinella elephas \| \| \| \| \| \| Liorhinella nigra \| \| \| \| |
|             | \| \| Liorhinella elephas \| \| \| \| \| \| Liorhinella nigra \| \| \| \| |
|             | Liorhinella elephas                                                       |
|             |                                                                           |
|             | Liorhinella nigra                                                         |
|             |                                                                           |